# DN17B
De DN17B (Drum Național 17B of Nationale weg 17B) is een weg in Roemenië. Hij loopt van Vatra Dornei naar Poiana Largului. De weg is 87 kilometer lang. 